# Praise You
Praise You è un singolo del DJ britannico Fatboy Slim, pubblicato il 4 gennaio 1999 come terzo estratto dal secondo album in studio You've Come a Long Way, Baby.
Inizialmente pubblicato in Europa, il 16 febbraio successivo è stato pubblicato negli Stati Uniti.
La parte vocale è stata tratta dal brano "Take Yo' Praise" di Camille Yarbrough.

## Video musicale
Il videoclip è stato diretto da Spike Jonze con Roman Coppola.
Il video è stato girato usando lo stile guerrilla nell'atrio di un cinema a Westwood a Los Angeles, senza aver chiesto il permesso dei proprietari. Nel videoclip Jonze, che appare con lo pseudonimo di Richard Koufey, e un gruppo di danza, che nel video assume il nome fittizio di "The Torrance Community Dance Group", inscenano un flash mob alla presenza di una folta schiera di ignari passanti, in fila per il biglietto del cinema, danzando "Praise You", mentre uno dei componenti del gruppo di danza, Michael Gier, riprende le scene in modalità amatoriale. A un certo punto un dipendente del cinema interviene per spegnere lo stereo portatile.
Il video, costato solo 800 dollari, ha vinto tre premi alle MTV Video Music Awards del 1999: Breakthrough Video, Best Direction (assegnato a "Torrance Community Dance Group"), e Best Choreography (assegnato "Richard Koufey & Michael Rooney"). È stato anche candidato, ma non ha vinto, nella categoria Best Dance Video.

## Tracce
CD Maxi (Regno Unito e Australia)
1. Praise You (Radio Edit) – 3:48
2. Praise You – 5:23
3. Sho Nuff – 5:09
4. The Rockafeller Skank (Mulder's Urban Takeover Remix) – 5:54

CD Singolo (Europa)
1. Praise You (Radio Edit) – 3:48
2. Praise You (Full Version) – 5:22

CD Maxi (Giappone)
1. Praise You (Full Version) – 5:23
2. Sho Nuff – 5:09
3. The Rockafeller Skank (Mulder's Urban Takeover Remix) – 5:56
4. Praise You (Radio Edit) – 3:48
5. How Can You Hear Us? – 5:08

## Successo commerciale
Il singolo ottenne successo sia a livello europeo che a livello mondiale, scalando le classifiche di diversi paesi e arrivando al primo posto nel Regno Unito.

## Classifiche
| Classifica (1999) | Posizione massima |
| ----------------- | ----------------- |
| Australia         | 28                |
| Austria           | 31                |
| Belgio (Fiandre)  | 52                |
| Germania          | 55                |
| Irlanda           | 6                 |
| Nuova Zelanda     | 11                |
| Paesi Bassi       | 46                |
| Regno Unito       | 1                 |
| Stati Uniti       | 36                |
| Svezia            | 32                |
| Svizzera          | 44                |

## Cover e altre versioni
Un campionamento del brano è stato usato nel singolo Never Been in Love dei Cobra Starship del 2014.
Nel 2017, la cantautrice gallese Hannah Grace incide una cover soul della canzone: la sua versione appare in vari programmi e pubblicità.
Nel 2023 Rita Ora ha inciso una nuova versione del brano collaborando con Fatboy Slim intitolata Praising You.